# 살라망카 공항

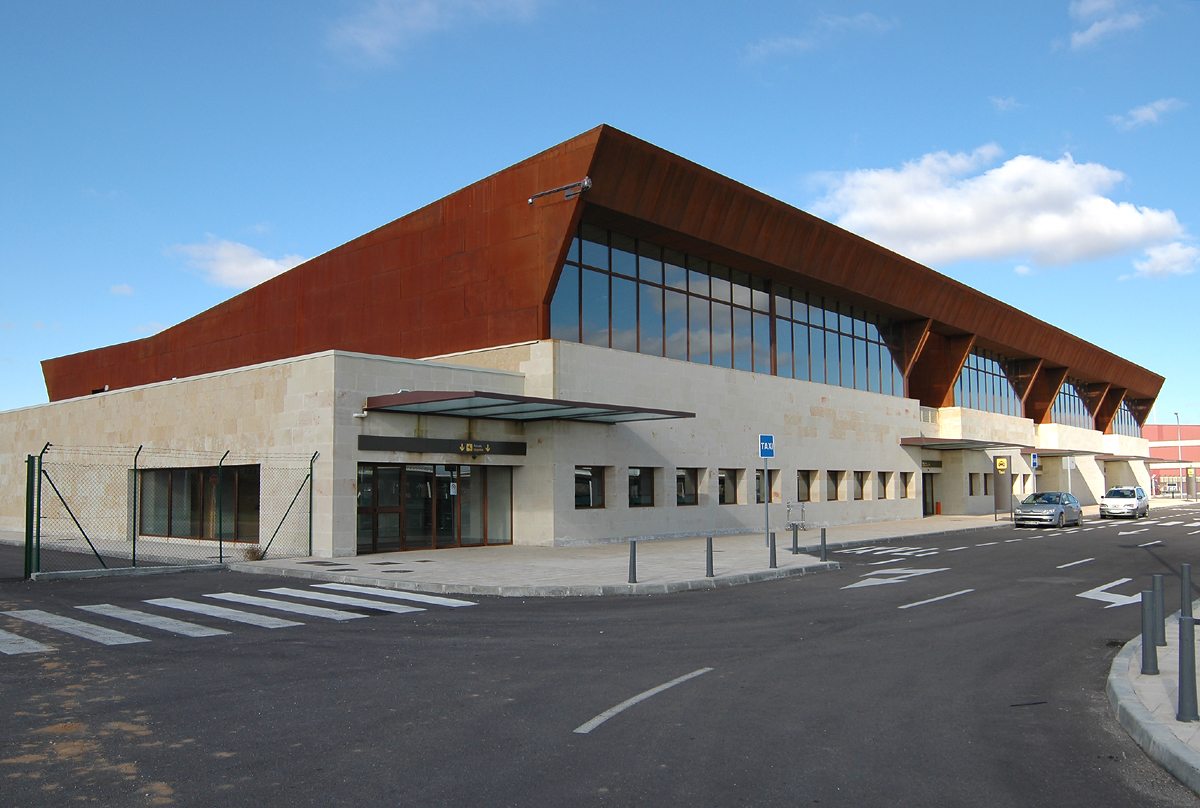

살라망카 공항(Salamanca Airport, IATA: SLM, ICAO: LESA)은 카스티야이레온주 살라망카도를 관할하는 공항이다. 살라망카에서 15킬로미터 지점 떨어져 있다.

## 항공 및 도착지
- 볼로테아항공: 팔마데마요르카 공항